# Cacique da São José
Cacique da São José é uma escola de samba de Niterói. Em 2013, abriu os desfiles pelo grupo de acesso, com 380 componentes divididos em 11 alas, e um enredo sobre o espaço sideral, obtendo o terceiro lugar, o que não lhe garantiria a promoção. Com o posterior aumento de escolas no primeiro grupo, acabou promovida e estreou no ano seguinte para o Grupo Especial, onde ficou por dois anos, mas acabou rebaixada, ao obter o oitavo e último lugar em 2015.

## Segmentos

### Presidentes
| Nome             | Mandato        | Ref.  |
| ---------------- | -------------- | ----- |
| Célio dos Santos | ? - atualidade | [ 2 ] |

### Presidentes de honra
| Nome | Mandato        | Ref. |
| ---- | -------------- | ---- |
|      | ? - atualidade |      |

### Diretores
| Ano  | Diretor de Carnaval | Diretor de harmonia | Mestre de bateria | Ref. |
| ---- | ------------------- | ------------------- | ----------------- | ---- |
| 2016 |                     |                     |                   |      |
| 2017 |                     |                     |                   |      |

### Casal de Mestre-sala e Porta-bandeira
| Ano  | Nome                               | Ref.  |
| ---- | ---------------------------------- | ----- |
| 2015 | Rodolpho Martins e Jhully Oliveira | [ 2 ] |
| 2017 |                                    |       |

### Corte de bateria
| Ano  | Rainha | Madrinha | Ref. |
| ---- | ------ | -------- | ---- |
| 2016 |        |          |      |
| 2017 |        |          |      |

## Carnavais
| Ano                                                                          | Colocação                                                                    | Grupo                                                                        | Enredo | Carnavalesco                                                                 | Intérprete                                                                   | Ref                  |
| ---------------------------------------------------------------------------- | ---------------------------------------------------------------------------- | ---------------------------------------------------------------------------- | --- | ---------------------------------------------------------------------------- | ---------------------------------------------------------------------------- | -------------------- |
| 2011                                                                         | Campeã                                                                       | Grupo 2                                                                      | O Cacique da São José no Despertar das Águas                                                                                        |                                                                              |                                                                              |                      |
| 2012                                                                         | 7º lugar (rebaixada)                                                         | Grupo 1                                                                      | Eu Tenho a Força! | Alex Santos                                                                  |                                                                              |                      |
| 2013                                                                         | 3º lugar                                                                     | Acesso                                                                       | O Cacique da São José num sonho sideral Reedição do carnaval de 2010                                                                |                                                                              |                                                                              | [ 1 ]                |
| 2014                                                                         | 3º lugar                                                                     | Acesso                                                                       | O Cacique traz para avenida os reis coroados pela vida                                                                              |                                                                              |                                                                              | [ 3 ] [ 4 ] [ 5 ]    |
| 2015                                                                         | 8º lugar                                                                     | Especial                                                                     | Festas |                                                                              | Pitty de Menezes                                                             | [ 2 ] [ 6 ] [ 7 ]    |
| 2016                                                                         | 9º lugar (rebaixada)                                                         | Especial                                                                     | Aqui o samba fez morada |                                                                              | Pitty de Menezes                                                             | [ 8 ] [ 9 ]          |
| 2017                                                                         | 10º lugar                                                                    | Grupo A (acesso)                                                             | Uma viagem ao túnel do tempo em busca da história carnaval                                                                          | Anderson Magalhães Tonny Andrade                                             |                                                                              | [ 10 ] [ 11 ]        |
| 2018                                                                         | 8º lugar                                                                     | Grupo B (acesso)                                                             | ¨DE LÁ PRA CÁ, DE CÁ PRA LÁ, OS RETORNADOS DO BRASIL, OS CHAMADOS AGUDAS ,ONTEM AFRICANOS NO BRASIL, HOJE BRASILEIROS NA MÃE ÁFRICA | Comissão de Carnaval                                                         | Pavaroti                                                                     | [ 12 ] [ 13 ] [ 12 ] |
| 2019                                                                         | 8º lugar                                                                     | Grupo B (acesso)                                                             | Cacique da São José se diverte nas brincadeiras de outrora                                                                          |                                                                              |                                                                              | [ 14 ]               |
| 2020                                                                         | 8º lugar                                                                     | Grupo B (acesso)                                                             | Xangô, o rei da justiça |                                                                              |                                                                              | [ 15 ] [ 16 ]        |
| Os desfiles do Carnaval 2021 foram cancelados devido a pandemia de Covid-19. | Os desfiles do Carnaval 2021 foram cancelados devido a pandemia de Covid-19. | Os desfiles do Carnaval 2021 foram cancelados devido a pandemia de Covid-19. | Os desfiles do Carnaval 2021 foram cancelados devido a pandemia de Covid-19.                                                        | Os desfiles do Carnaval 2021 foram cancelados devido a pandemia de Covid-19. | Os desfiles do Carnaval 2021 foram cancelados devido a pandemia de Covid-19. | [ 17 ]               |
| 2022                                                                         | Campeã                                                                       | Grupo B                                                                      | O Brilho Dourado da Pedra Sagrada                                                                                                   | Comissão de Carnaval                                                         | Alexandre Simpatia                                                           |                      |
| 2023                                                                         |                                                                              | Grupo A                                                                      | |                                                                              |                                                                              |                      |